# Landquart (fiume)
Il Landquart è un fiume del Canton Grigioni (Svizzera) affluente del Reno.
Nasce nel Gruppo del Silvretta (nelle Alpi del Silvretta, del Samnaun e del Verwall). Scorre in direzione nord-ovest fino a gettarsi nel Reno nei pressi di Landquart.
Attraversa i comuni di Klosters, Luzein, Fideris, Jenaz, Schiers, Grüsch, Malans e Landquart.